# Czescy posłowie do Parlamentu Europejskiego 2019–2024
Czescy posłowie IX kadencji do Parlamentu Europejskiego zostali wybrani w wyborach przeprowadzonych 24 i 25 maja 2019, w których wyłoniono 21 deputowanych.

## Posłowie według list wyborczych
ANO 2011
- Dita Charanzová
- Martina Dlabajová
- Martin Hlaváček
- Ondřej Knotek
- Ondřej Kovařík
- Radka Maxová

Obywatelska Partia Demokratyczna
- Evžen Tošenovský
- Alexandr Vondra
- Veronika Vrecionová
- Jan Zahradil

Czeska Partia Piratów
- Markéta Gregorová
- Marcel Kolaja
- Mikuláš Peksa

TOP 09 i STAN
- Luděk Niedermayer
- Stanislav Polčák
- Jiří Pospíšil

Wolność i Demokracja Bezpośrednia
- Hynek Blaško
- Ivan David

Unia Chrześcijańska i Demokratyczna – Czechosłowacka Partia Ludowa
- Michaela Šojdrová
- Tomáš Zdechovský

Komunistyczna Partia Czech i Moraw
- Kateřina Konečná